# Stjepan Tomaš

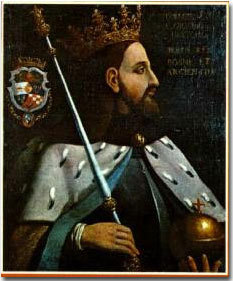
Historisierende Darstellung von Stjepan Tomaš aus dem Jahr 1910.

Stjepan Tomaš, alternativ Stefan Tomaš, († Juli 1461) war von 1444 bis 1461 der König von Bosnien. Sein Sohn Stjepan Tomašević regierte das Land, bis ihn die Osmanen 1463 hinrichteten und damit dem Königreich Bosnien ein Ende setzten. Sigismund Kotromanić, sein anderer Sohn, trat zum Islam über, änderte seinen Namen in Ishak-beg Tomašević und wurde ein osmanischer Heerführer.

## Leben
Tomaš war der uneheliche Sohn von König Stjepan Ostoja, welcher 1418 gemeinsam mit seiner Geliebten, von der wenig bekannt ist, verstarb. Er war ein Kind aus einem Ehebruch, da sein Vater und seine Mutter zum Zeitpunkt seiner Geburt verheiratet waren. Ostoja war der einzige nicht-katholische König von Bosnien und Tomaš wurde als Mitglied der bosnischen Kirche aufgezogen, zu welcher seine Eltern gehalten haben. Stjepan Ostojić, der einzige legitime Sohn und Nachfolger von Ostoja, wurde 1421 von Tvrtko II. abgesetzt. Tomaš älterer Bruder, Radivoj, der auch ein uneheliches Kind von Ostoja war, versuchte vergeblich, Tvrtkos Herrschaft mit Hilfe der Osmanen anzufechten. Am Anfang seiner Regentschaft musste er sich gegen widersetzliche Magnaten und Aristokraten durchsetzen. Im Jahre 1444 drängte Stjepan die Osmanen aus Srebrenica zurück und deren Vasall Stjepan Vukčić Kosača aus dem westlichen Hum. Papst Eugen IV. ernannte ihn 1445 zum legalen König Bosniens und befreite Tomaš von den Pflichten aus der außerehelichen Gemeinschaft mit Vojača, welche eine Frau niedrigen Ursprungs war. Anschließend versöhnte er sich mit Stjepan Vukčić Kosača, und als Pfand für das neue Bündnis heiratete Stjepan Tomaš 1446 Vukčićs Tochter Katarina in Milodraž bei Fojnica nach katholischer Zeremonie. Damit kam in der Person von Vukčić Kosača auch ein neuer Verbündeter gegen die Osmanen hinzu. Unter dem ständigen Druck der Osmanen band er sich fest an Ungarn. 1449 akzeptierte er unter anderem die Verpflichtung, dass er die Mitglieder der bosnischen Kirche verfolgen wird. Zusammen mit seiner Frau, der Königin Katarina Kosača-Kotromanić, hat sich Tomaš um die Errichtung zahlreicher katholischer Religionsobjekte im damaligen Bosnien verdient gemacht. Beispiele hierfür sind die Kirche der heiligen Dreifaltigkeit in Vrli (Presvetoga Trojstva u Vrlima), die Kirche der heiligen Katharina in Jajce (crkve sv. Katarine u Jajcu), die Kirche des heiligen Thomas in Vranduk (crkve sv. Tome u Vranduku) sowie 1461 die größte unfertige Kirche in der Stadt Bobovac. Der nicht gelungene Versuch der Verbindung Bosniens und des Despotats von Smederevo (Smederevske Despotovine) 1459 durch die Heirat seines Sohnes Stjepan Tomašević mit Mara, der Tochter des Despoten Lazar, war der Anlass für neue osmanische Animositäten gegenüber Bosnien. Inmitten dieser Geschehnisse starb er Anfang Juli 1461 unter ungeklärten Umständen.

## Regierungszeit
Als Mehmed II. den Sultansthron bestieg, wurde das bosnische Königreich immer stärker von den Osmanen abhängig. 1451 überließ er ihnen die Festung Hodidjed. Als der Sultan 1456 einen Zug gegen Belgrad (heute Hauptstadt Serbiens) führte, forderte er die Übergabe vier weiterer richtiger Burgen. Eine zweite Forderung war die der Heerfolge und Proviantlieferungen. Stjepan Tomas rüstete auf, er konnte die Ersuche Mehmeds II. zurückweisen. 1460 ließ er nach und übergab die geforderten Plätze, womit die Osmanen Save-Übergänge bekamen. Seit 1465 fielen die Türken jedes Jahr in das mittelalterliche Königreich ein und zerstörten die wirtschaftliche Kraft des Landes. Stjepan Tomaš versuchte durch gesamteuropäische Aktionen seine Widerstandspläne zu sichern, vor allem über Papst Pius II. Die Vergeblichkeit seines Tuns schien ihm bewusst zu sein. Er stand im Gegensatz zu Stjepan Vukčić Kosača, dem Herzog der Herzegowina.

## Familie
Er war sehr eng mit Tvrtko II. verwandt, daher ist es unklar, ob er sein Cousin oder sein Neffe war. Seinen Sohn Stjepan Tomašević verheiratete er an Jelena Brankovič (welche ihren Vornamen zu Mara änderte), durch welche er das serbische Despotat erwarb. Smederevo wurde kampflos übergeben und das Despotat wurde sofort wieder verloren.

## Tod und Nachfolge
König Tomaš starb am 10. Juli 1461. Nach manchen Quellen soll ihn sein eigener Bruder Radivoj und sein Sohn Stjepan Tomašević umgebracht haben. Vjekoslav Klaić hingegen behauptet, dass er an einer Krankheit gestorben sei. Ihm zufolge habe Tomaš einen Arzt aus der Republik Ragusa (Dubrovnik) angefordert. Die Theorie, dass Stjepan 1461 einen Arzt aus Dubrovnik anforderte und möglicherweise durch Gift starb, übernahm auch das Biographisches Lexikon zur Geschichte Südosteuropas. Tomaš sicherte sich 1460 mitsamt seiner Familie das Asylrecht in Venedig. Nach seinem Tod wurde der Sohn, welchen er mit Vojača hatte, Stjepan Tomašević, sein Nachfolger und er regierte das Land bis 1463, ehe die Osmanen ihn und Radivoj exekutierten und dem Königreich Bosnien ein Ende setzten.